# Olexandr Shevelev
Olexandr Shevelev (2 de diciembre de 1987) es un jugador de balonmano ucraniano que juega de pívot. Es internacional con la selección de balonmano de Ucrania.

## Clubes
| Club                  | País                | Temporadas  |
| --------------------- | ------------------- | ----------- |
| HC Portovik Yuzhny    | Ucrania             | 2004 - 2010 |
| Zarya Kaspiya         | Rusia               | 2010 - 2011 |
| Renovalia Ciudad Real | España              | 2011 - 2012 |
| HC Dinamo Minsk       | Bielorrusia         | 2012 - 2013 |
| Motor Zaporozhye      | Ucrania             | 2013 - 2018 |
| HC Donbas             | Ucrania             | 2018 - 2019 |
| Eurofarm Rabotnik     | Macedonia del Norte | 2019 - 2020 |

## Palmarés

### Dinamo Minsk
- Liga de Bielorrusia de balonmano (1): 2013

### Motor Zaporozhye
- Liga de Ucrania de balonmano (5): 2014, 2015, 2016, 2017, 2018